# Hochmutting
Hochmutting ist ein Gemeindeteil von Oberschleißheim im oberbayerischen Landkreis München.
Der Weiler liegt zweieinhalb Kilometer südöstlich des Hauptortes am Rande des Flugplatzes Oberschleißheim.

## Kapelle St. Jakobus und Friedhof

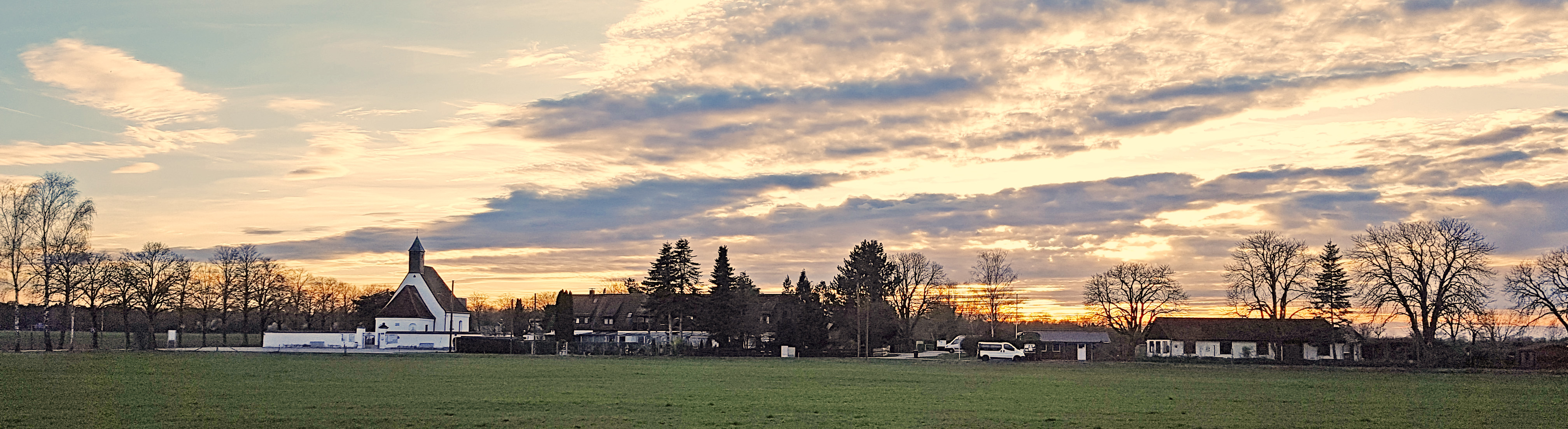
Jakobuskapelle, Sicht von Münchner Allee

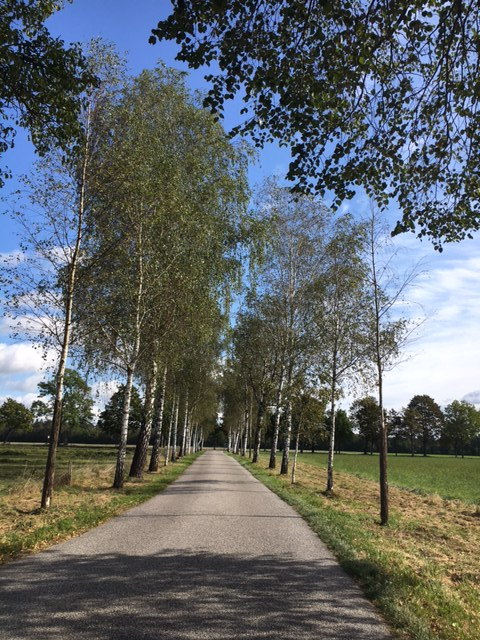
Königstraße bei der Jakobuskapelle

Die Kapelle St. Jakobus in Hochmutting „soll bereits zur Zeit der Schlacht auf dem Lechfeld gegen die Ungarn 955 entstanden sein“ und gehört mit ihrem romanischen Stil zu den ältesten Kirchen des Erzbistums München und Freising. Ende des 16. Jahrhunderts erwarb der bayerische Herzog Wilhelm V. in der Gegend um Schleißheim mehrere Schwaigen, u. a. in Hochmutting die Schwaige Niederhochmutting mit der Nikolauskapelle (Weihe 1186), die zum Kloster Indersdorf gehörte, und die Schwaige Oberhochmutting mit der Jakobuskapelle, die zum Kloster Bernried gehörte. Zur Betreuung richtete er zu den Kapellen Klausen ein, die Teil der neun Klausen am Klausenweg wurden. Die Klause St. Nikolaus und die Schwaige wurden 1800 Opfer eines Großbrandes, die nicht mehr benutzte Kapelle 1854 abgebrochen. Ein Gedenkstein erinnert noch an den Ort.
Mit dem Erwerb von St. Jakobus 1597 und der Hinzufügung einer Klause durch Herzog Wilhelm V. erhielt die Kapelle ein Türmchen für die Glocke, vermutlich auch das heutige steilere Dach. 1812 wurde für wachsende Bevölkerung von Oberschleißheim bei der Kapelle ein Friedhof angelegt und die Kapelle als Friedhofskapelle benutzt mit einem abgemauerten Chorraum als Aufbewahrungsplatz für Requisiten.
Aufgrund des schlechten baulichen Zustandes wurde ab 2020 eine umfassende Sanierung und Restaurierung notwendig, bei der auch die feuchten Grundmauern trockengelegt werden mussten. Die Trennwand zum Chorraum wurde wieder entfernt. Am 25. Juli 2021 (Fest des hl. Jakobus) erfolgte die Altarweihe durch den Erzbischof von München und Freising Reinhard Kardinal Marx.

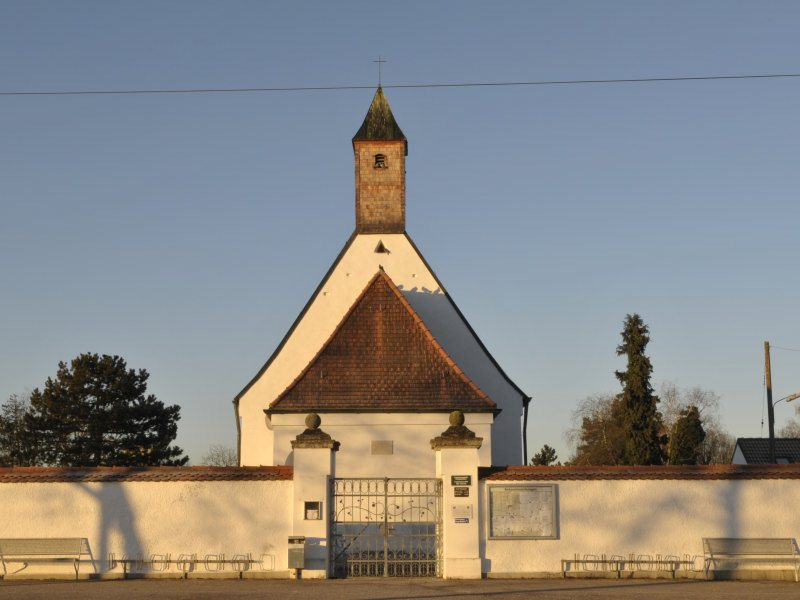
Jakobuskapelle von Osten mit Eingang zum Friedhof
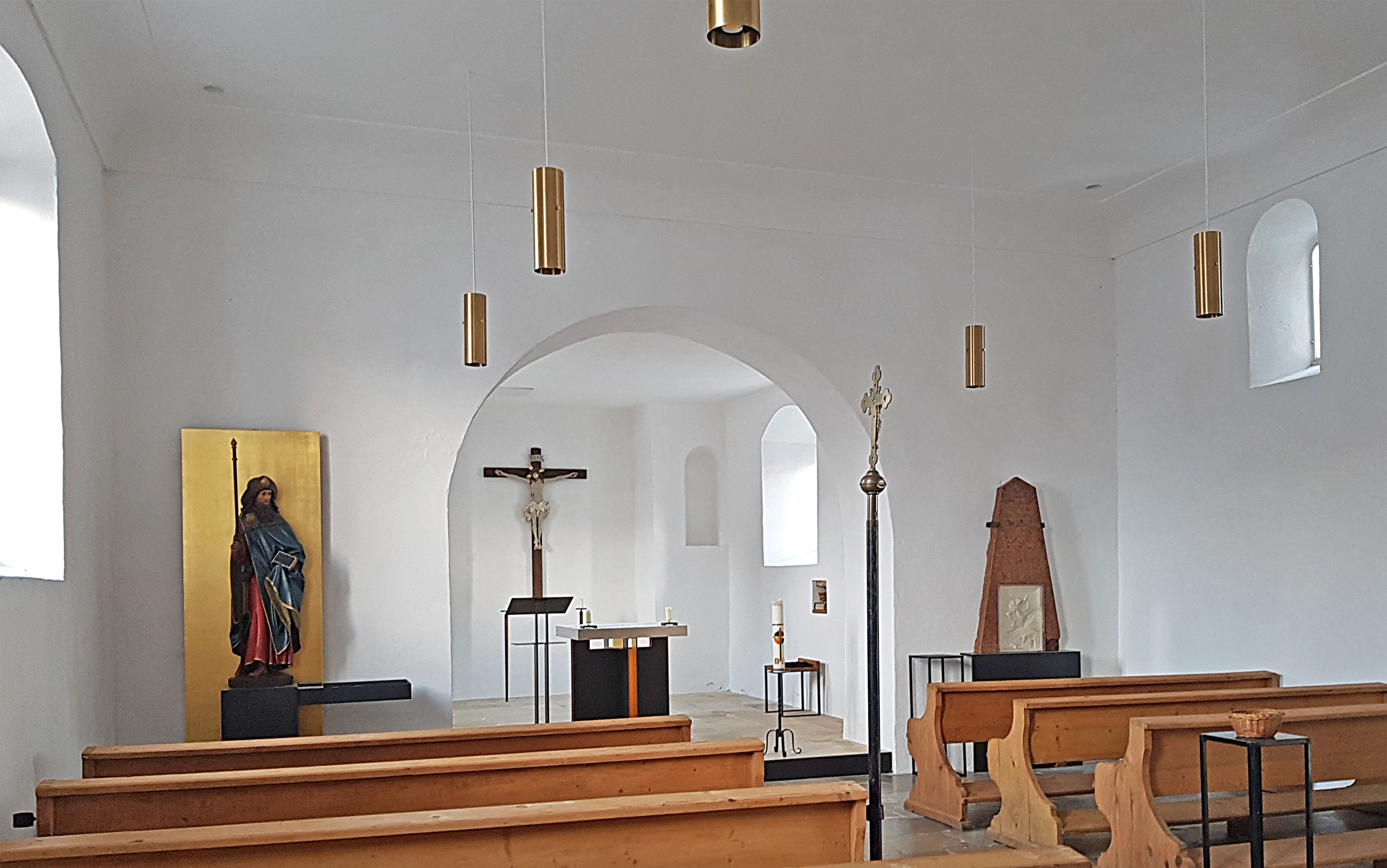
Innenraum der Kapelle
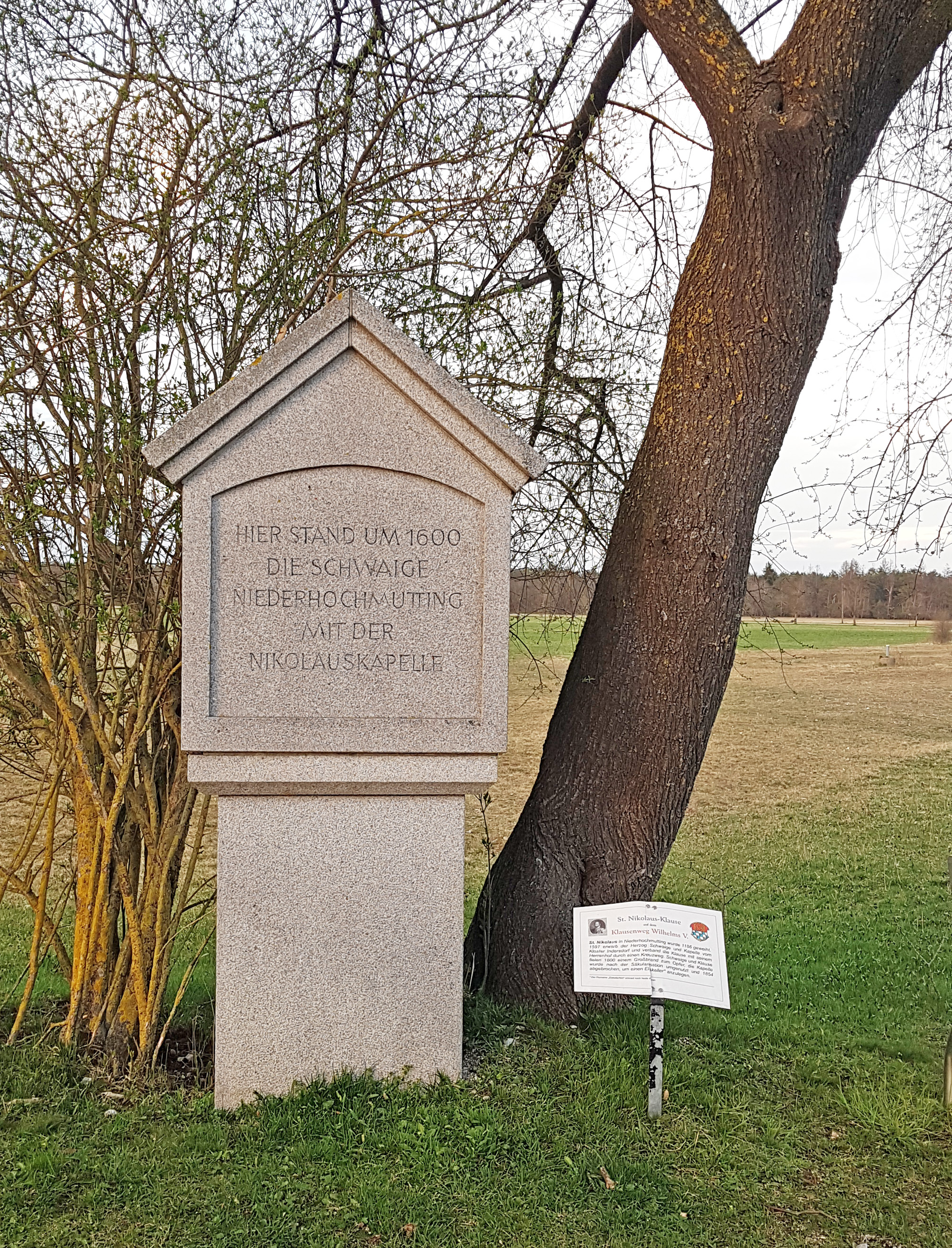
Gedenkstein für die Schwaige mit der Kapelle und Klause St. Nikolaus
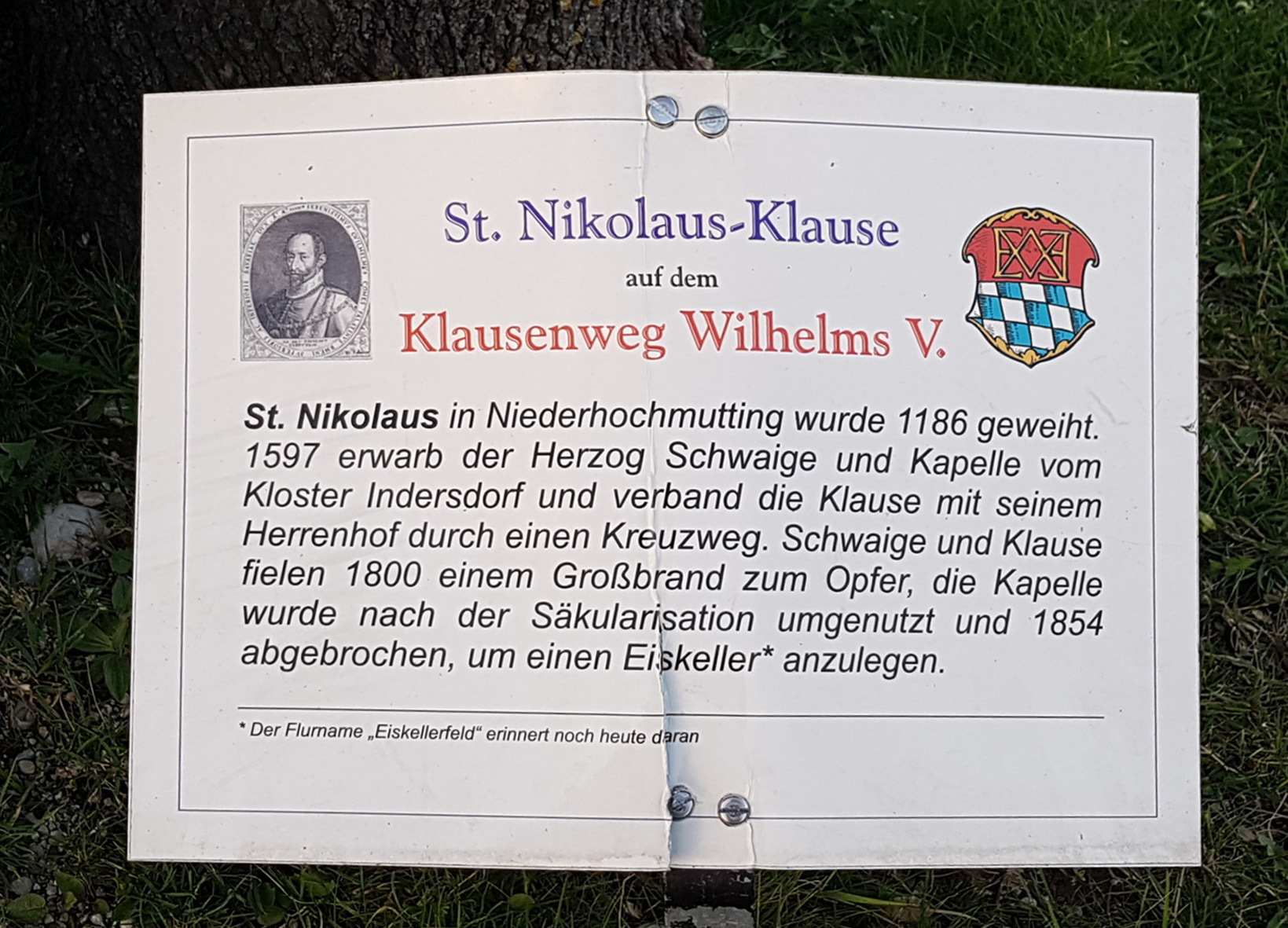
Hinweis beim Gedenkstein zu St. Nikolaus
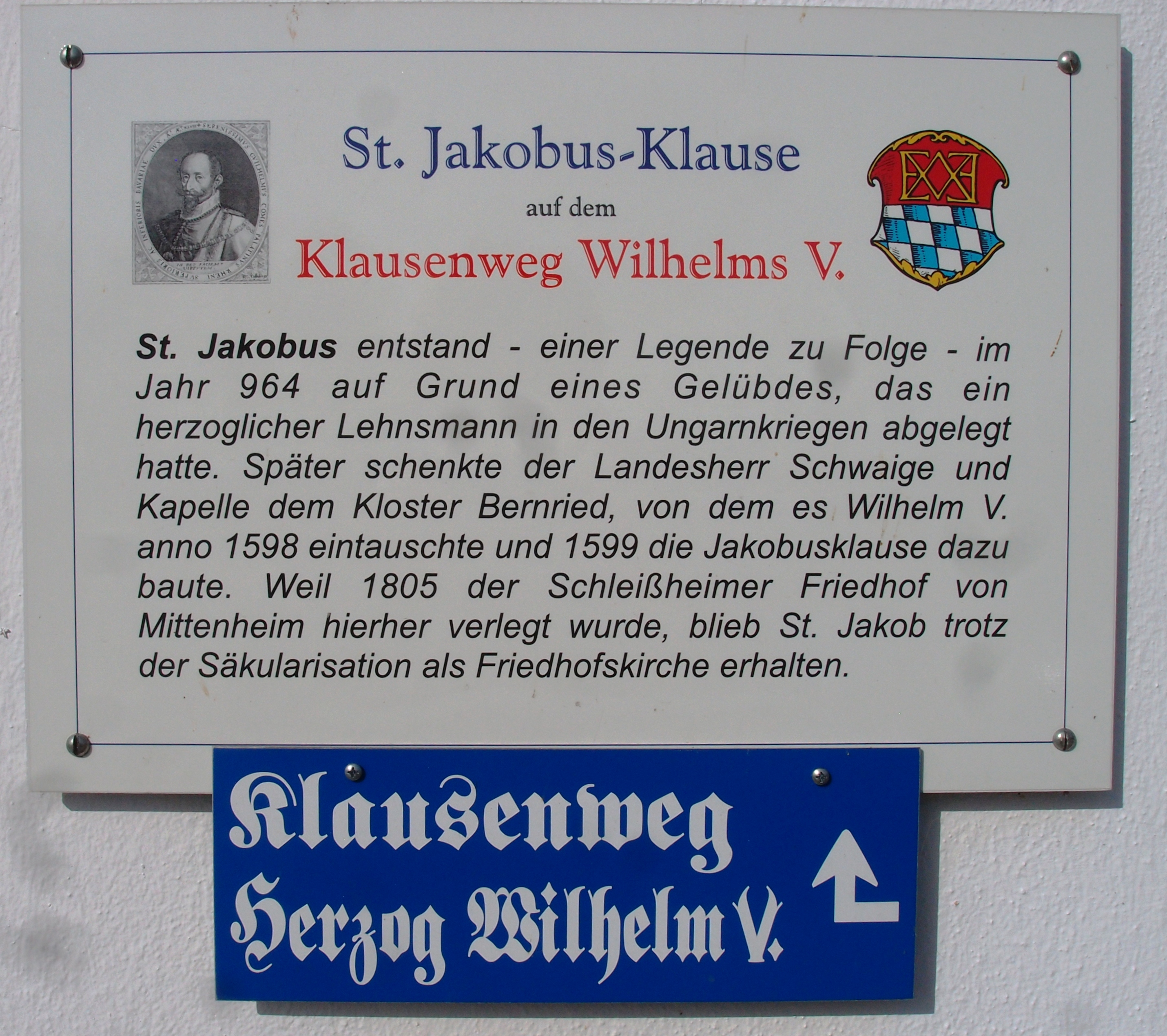
Hinweis an der Jakobuskapelle

## Gut Hochmutting und Umgebung

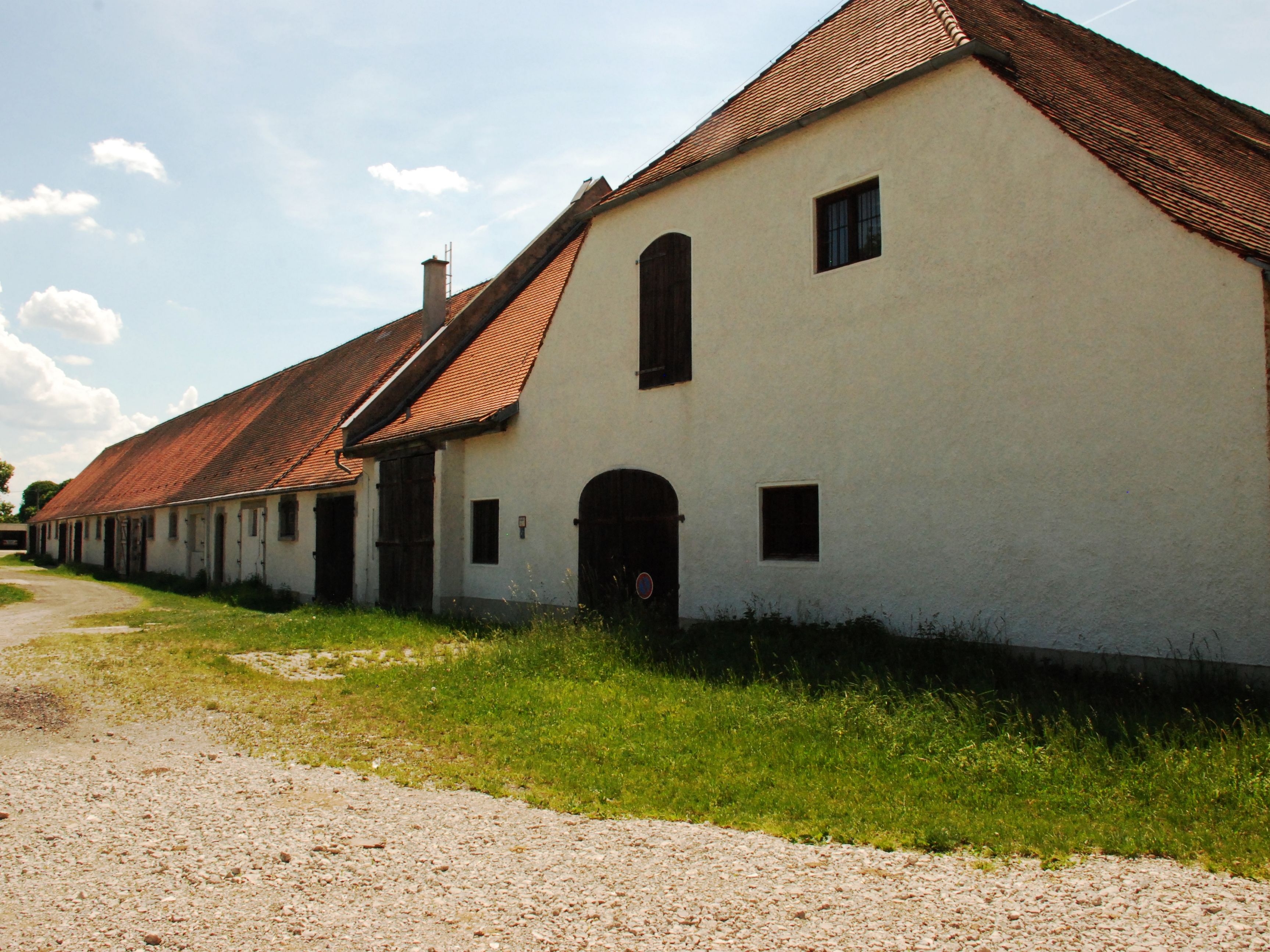
Gut Hochmutting

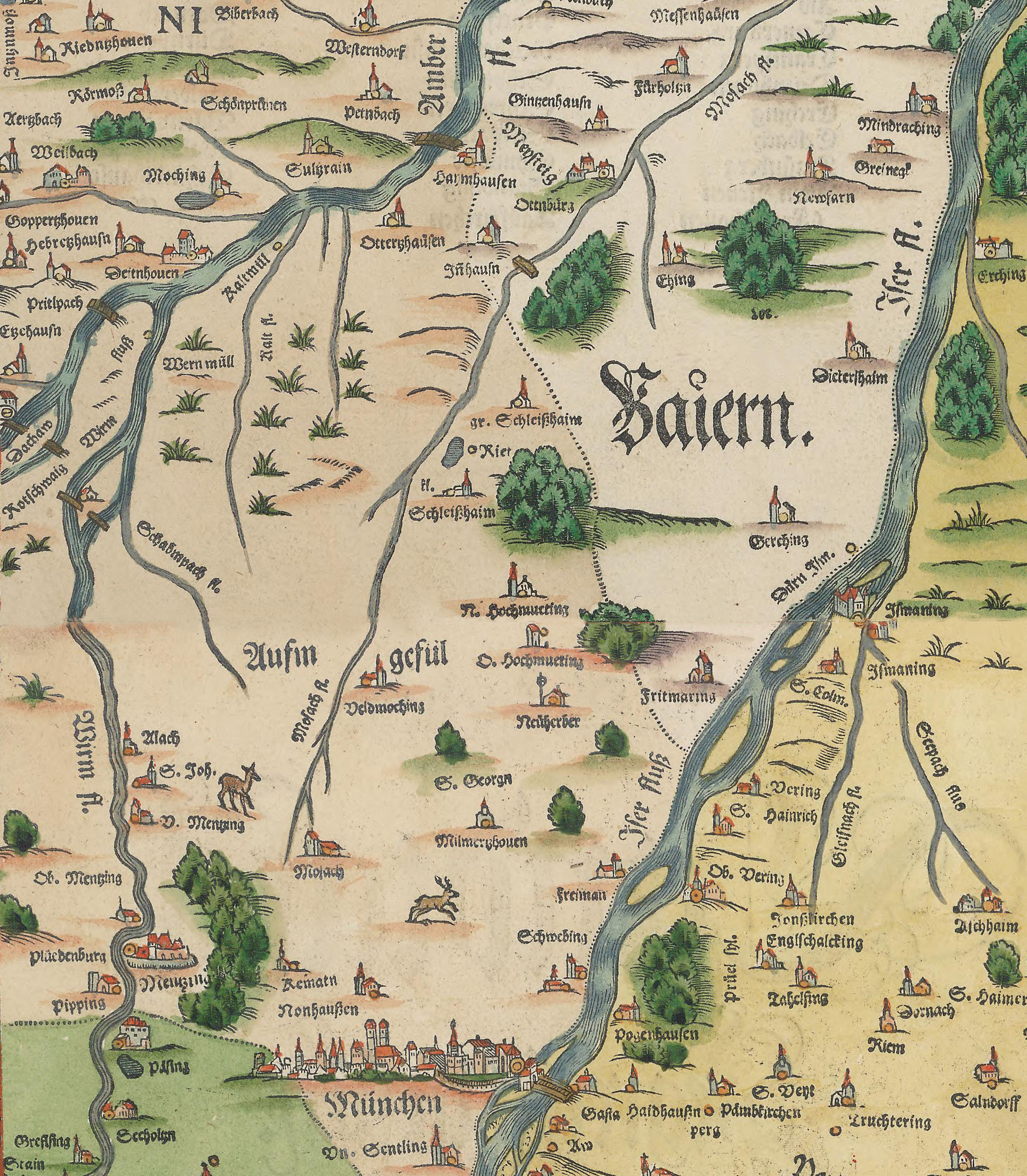
Philipp Apian, Landtafeln von 1568

Die Örtlichkeit ist im späten 11. Jh. als Humuntingan ersturkundlich genannt. Es liegt ein bajuwarischer Personenname wie Hohmunt o. ä. zugrunde, der belegte Name Holemund könnte auch passen.
Im frühen 16. Jahrhundert entstand unter Wilhelm V. ein Waldgut als Jagdsitz. Westlich von Hochmutting befand sich das Fasanengehege und Jagdrevier Unterer Fasangarten.
Ein Teil des Hofgutes war zur Zeit des Nationalsozialismus eine Außenstelle des KZ Dachau. Elf Häftlinge waren als Teil eines Bombenräumkommandos dort untergebracht. Pläne vom Ende der 1930er Jahre, den Friedhof in den Forst Berglholz näher zum Ortskern zu verlegen, wurden wegen des Zweiten Weltkrieges aufgegeben und aus finanziellen Gründen nach dem Krieg nicht mehr weiter verfolgt. 350 m nördlich von Gut Hochmutting befindet sich an der Abzweigung eines Wirtschaftsweges rechts von der Münchner Allee die Grabstätte zweier sowjetischer Opfer des Zweiten Weltkriegs, die nicht auf dem örtlichen Friedhof bestattet wurden.
Das Gut Hochmutting, das früher vom Schloss Schleißheim aus verwaltet wurde, wird heute privat bewirtschaftet und betreibt Landwirtschaft.

## Hochmuttinger Heide
Die ehemals umgebenden Wälder des Hartelholzes sind heute um Hochmutting herum allesamt gerodet und werden als Agrarland genutzt. Die nächstgelegenen Waldränder befinden sich inzwischen in über 500 m Entfernung. Nur der alte Baumbestand an der Münchener Allee erinnert noch an deren Existenz. Nördlich von Hochmutting befindet sich ein artenreiches Magerwiesengebiet, das vor allem für vielfältige Tagfalterpopulationen wichtig ist.